# Parafia św. Findbara w Ashgrove
Parafia św. Findbara w Ashgrove – parafia rzymskokatolicka, należąca do archidiecezji Brisbane.
Kościół św. Findbara w Ashgrove jest jednym z siedmiu kościołów jubileuszowych archidiecezji Brisbane: